# مسجد بيريناز
مسجد بيريناز (Pirinaz Mosque)، هو مسجد تاريخي يقع في بريشتينا، كوسوفو. تم بناؤه في النصف الثاني من القرن السادس عشر في العهد العثماني.

## التاريخ
- أسسه بيري نذير الذي شغل منصب وزير في عهد اثنين من السلاطين العثمانيين.[4]

- مسجد بيريناز مصنوع من نفس حجر المسجد الإمبراطوري لكن بنائه بدأ بعد 100 عام.

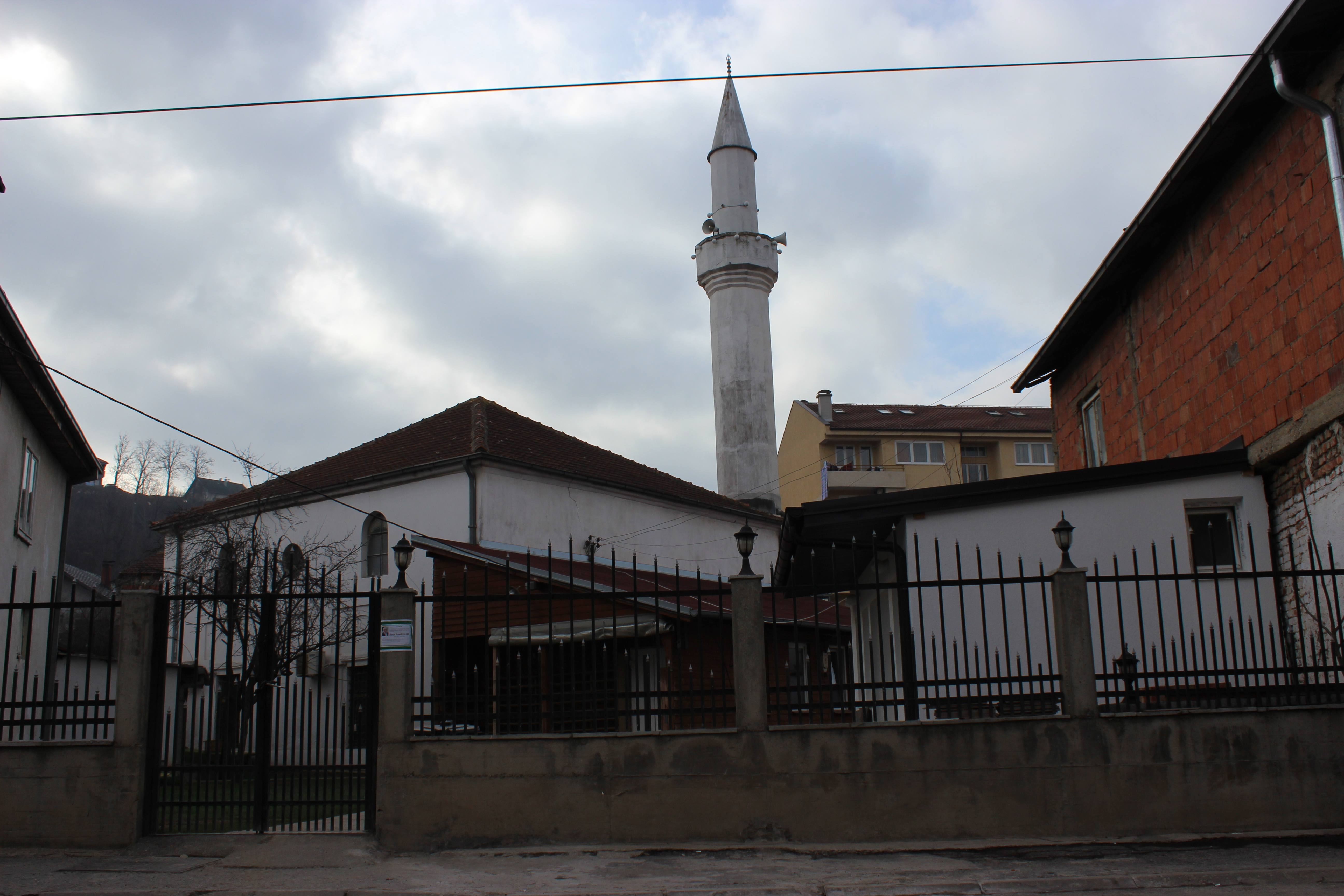
مسجد بيريناز

- مسجد بيريناز يمثل هذا المسجد قيمة ثقافية مهمة في التاريخ العثماني.[5]